# Wasilij Daniłow
Wasilij Sawieljewicz Daniłow, ros. Василий Савельевич Данилов (ur. 13 maja 1941 w obwodzie woroneskim, Rosyjska FSRR) – rosyjski piłkarz, grający na pozycji obrońcy, reprezentant Związku Radzieckiego.

## Kariera piłkarska

### Kariera klubowa
Wychowanek klubu Trud Tuła. W 1960 rozpoczął karierę piłkarską w składzie Szachtiora Stalinogorsk. W następnym roku przeniósł się do Zenitu Leningrad, w którym w latach 1965-1967 pełnił funkcje kapitana drużyny. W 1969 bronił barw Lokomotiwu Moskwa, ale potem powrócił do Leningradu, gdzie został piłkarzem Dinama Leningrad. W 1972 zakończył karierę piłkarską w Elektronie Nowogród.

### Kariera reprezentacyjna
16 maja 1965 debiutował w reprezentacji Związku Radzieckiego w spotkaniu towarzyskim z Austrią zremisowanym 0:0. Łącznie rozegrał 23 mecze.
W latach 1962-1963 rozegrał dwa mecze w olimpijskiej reprezentacji ZSRR.

## Sukcesy i odznaczenia

### Sukcesy reprezentacyjne
- uczestnik Mistrzostw Świata: 1966

### Sukcesy indywidualne
- wybrany do listy 33 najlepszych piłkarzy ZSRR: Nr 1 (1965, 1966), Nr 2 (1962), Nr 3 (1961, 1963)

### Odznaczenia
- tytuł Mistrza Sportu
- tytuł Zasłużonego Mistrza Sportu Rosji: 1997